# The Lamb Lies Down on Broadway

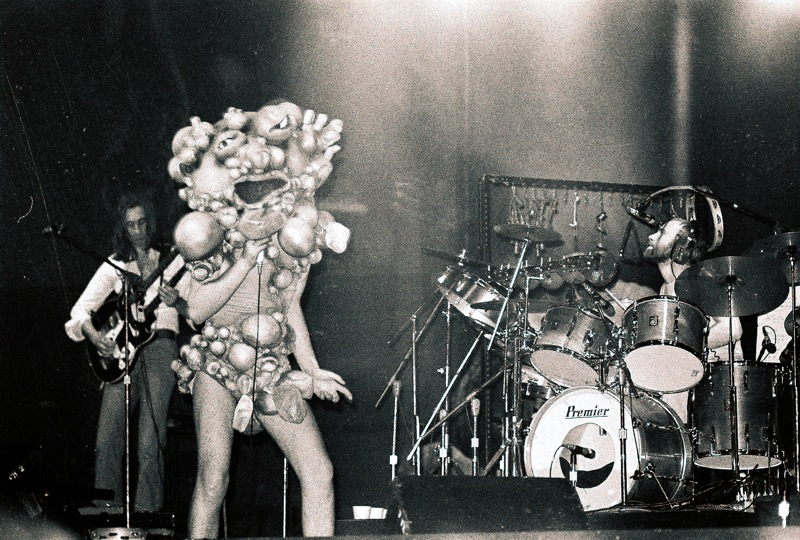
Rutherford, Gabriel, und Collins 1974 während der The Lamb...-Tournee. Gabriel im Slipperman-Bühnenkostüm.

The Lamb Lies Down on Broadway (englisch „Das Lamm legt sich am Broadway nieder“) ist das sechste Studioalbum der britischen Progressive-Rock-Band Genesis. Das Konzeptalbum erschien im November 1974 und ist das letzte Album der ersten Stammbesetzung von Genesis mit Peter Gabriel als Sänger.
Auf dem Album erzählt die Band die surreale und traumartige Geschichte des puerto-ricanischen Jungen Rael, der in New York City lebt. Er wird in ein Abenteuer voller Gefahren und ungewöhnlichen Situationen hineingezogen und rettet am Ende seinen Bruder John. Das Werk enthält Satiren auf Mythologie, Werbung und Kommerz und folgt einem Konzept von Peter Gabriel, der die Songtexte schrieb.
Der Veröffentlichung folgte die The Lamb Lies Down on Broadway Tour durch Nordamerika und Europa, auf der die Geschichte des Albums durch eine Dia-Show und die Verwendung verschiedener Kostüme von Gabriel musikalisch und visuell dargestellt wurde.

## Titelliste
Es handelt sich um ein Doppelalbum mit einer Gesamtlaufzeit von 95:17 Minuten. Alle Titel wurden von Tony Banks, Phil Collins, Peter Gabriel, Steve Hackett und Mike Rutherford geschrieben.

### Seite 1
1. The Lamb Lies Down on Broadway (4:50)
2. Fly on a Windshield (4:23)
3. Broadway Melody of 1974 (0:33)
4. Cuckoo Cocoon (2:11)
5. In the Cage (8:15)
6. The Grand Parade of Lifeless Packaging (2:45)

### Seite 2
1. Back in N.Y.C. (5:42)
2. Hairless Heart (2:13)
3. Counting Out Time (3:42)
4. The Carpet Crawlers (5:14)
5. The Chamber of 32 Doors (5:40)

### Seite 3
1. Lilywhite Lilith (2:42)
2. The Waiting Room (5:24)
3. Anyway (3:07)
4. Here Comes the Supernatural Anaesthetist (2:59)
5. The Lamia (6:57)
6. Silent Sorrow in Empty Boats (3:07)

### Seite 4
1. The Colony of Slippermen (The Arrival / A Visit to the Doktor / Raven) (8:13)
2. Ravine (2:04)
3. The Light Dies Down on Broadway (3:32)
4. Riding the Scree (3:57)
5. In the Rapids (2:26)
6. It. (4:14)

## Geschichte der Songs
Der Protagonist Rael kommt am frühen Morgen aus einem New Yorker U-Bahn-Tunnel und versteckt seine Spraydose, mit der er Graffiti gesprüht hat. Als er die Straße entlanggeht, sieht er ein Lamm, das sich auf dem Broadway niederlegt (The Lamb Lies Down On Broadway).
Eine dunkle Wolke legt sich über den Times Square und Rael wird von Staub eingeschlossen (Fly on a Windshield).
Er sieht eine Militärparade und verliert das Bewusstsein (Broadway Melody of 1974).
Als er wieder zu sich kommt, findet er sich eingesponnen in einem Kokon (Cuckoo Cocoon).
Rasch bilden Tropfsteine einen Käfig um Rael, der seinen Bruder John entdeckt. Er bittet ihn um Hilfe, aber John sieht ihn nur wortlos an (In The Cage). Der Käfig beginnt sich zu drehen, so dass Rael John wieder aus den Augen verliert. Der Protagonist beobachtet die „Große Parade der leblosen Hüllen“ (The Grand Parade of Lifeless Packaging).
Rael erinnert sich an sein altes Leben in New York City (Back In N.Y.C.).
Er erzählt von dem missratenen Versuch, durch einen Ratgeber zum perfekten Liebhaber zu werden (Counting Out Time).
Dann kommt Rael zu einem langen Korridor und sieht Menschen, die über einen Teppich zu einem Ausgang kriechen (The Carpet Crawlers).
Durch den Ausgang gelangt Rael in eine Kammer, in der es 32 Türen gibt, von denen nur eine ins Freie führt (The Chamber of 32 Doors).
Eine blinde Frau führt ihn in einen neuen Raum (Lilywhite Lilith) und bittet ihn hier zu warten. Er erlebt Todesangst (The Waiting Room).
Rael hat sich mit seinem Tod abgefunden (Anyway) und der Tod kommt vorbei (Here Comes The Supernatural Anaesthetist).
Rael entkommt und gelangt an einen Teich mit rosafarbenem Wasser, an dem er mit mehreren Lamien eine erotische Erfahrung erlebt (The Lamia). Am Ende sind die Lamien gestorben (Silent Sorrow in Empty Boats).
Rael findet sich in der Kolonie der Glibbermänner wieder. Der einzige Ausweg ist der Doktor, der per Kastration die Libido unterbindet; Rael entscheidet sich dafür. Das Ergebnis bekommt er in einem Plastikbehälter ausgehändigt, den aber gleich ein Rabe stiehlt. Rael bittet seinen Bruder wieder um Hilfe und wird erneut enttäuscht (The Colony of Slippermen (The Arrival – A Visit to the Doktor – Raven)).
Rael verfolgt den Raben in eine Schlucht (Ravine).
Durch ein Tor erscheint ihm sein altes Leben am Broadway, aber gleichzeitig hört er die Hilferufe seines ertrinkenden Bruders John, der in den Stromschnellen um sein Leben kämpft. Sofort entscheidet er sich für die Rettung von John und damit gegen den Ausweg in sein altes Leben (The Light Dies Down on Broadway).
Er kämpft sich eine Böschung voller Geröll hinunter zum Fluss (Riding the Scree).
Er rettet John unter Einsatz seines Lebens, als er erkennt, dass John plötzlich sein Gesicht hat (In the Rapids).

## Geschichte als Covertext
Die Geschichte ist als Prosatext in der Innenseite der LP abgedruckt und enthält zusätzliche Details, die sich in den Liedtexten nicht finden – so die Information, dass es sich bei (Counting Out Time) um Raels „erstes Mal“ handelt. Der Waiting Room stürzt ein, und Rael wird unter den Trümmern begraben; erst so wird klar, warum sich Rael in Anyway mit seinem Tod abfindet.

## Cover
Das Cover-Design stammt von der Agentur Hipgnosis. Es sind auf Vorder- und Rückseite in einer Comicstrip-artigen Gestaltung mittels Schwarzweißfotografien verschiedene Situationen dargestellt, die an die Geschichte Raels erinnern, ohne dass sie genau zugeordnet werden können.

## Entstehung
Nach dem Abschluss der Tournee zum Album Selling England by the Pound im Mai 1974, begann die Gruppe in Hampshire, südwestlich von London, mit der Arbeit an einem neuen Album, welches von Beginn an als Doppelalbum konzipiert wurde. Peter Gabriel schrieb das Gesamtkonzept und die Texte, die anderen Bandmitglieder komponierten den Großteil der Musik. Gabriel konnte sich im Vorhinein gegen Mike Rutherford durchsetzen, der eine Vertonung der Erzählung vom kleinen Prinzen von Antoine de Saint-Exupéry bevorzugte. Genesis einigte sich auf Rael als Namen für den Protagonisten, da er ihnen als neutral und ohne erkennbare ethnische Herkunft erschien.
Während des Kompositionsprozesses kam es durch die problematische Schwangerschaft von Gabriels Ehefrau Jil zu Spannungen innerhalb der Gruppe, die bei Gabriel zu ersten Überlegungen eines Ausstiegs führten. Da Gabriel nicht rechtzeitig liefern konnte, schrieben Banks und Rutherford den Text von The Light Dies Down On Broadway. Gabriel erwog eine Kollaboration mit dem amerikanischen Regisseur William Friedkin, die zu Gunsten der Kompositionsphase jedoch nicht realisiert wurde. Die Aufnahmen fanden letztendlich in Swansea in Wales unter Zuhilfenahme des Manor Mobile Studios statt, worauf die finale Abmischung in den Island Studios in London folgte.
Während der Vorbereitungen zur Tournee kam es wegen einer Handverletzung von Steve Hackett zu weiteren Verzögerungen, so dass das Album am 22. November 1974 erschien, nachdem bereits einige Auftritte in den USA absolviert wurden.

## Musik
Die Musik des Albums entspricht in ihrer Kompositionsweise, den harmonischen Grundlagen und der Instrumentierung den typischen Charakteristika des Progressive Rocks der 1970er Jahre. So finden sich neben der surrealen Handlung, die visuell auf dem Albumcover und in der Liveshow dargestellt wird, von E-Gitarre und elektronischen Tasteninstrumenten dominierte instrumentale Abschnitte (Fly On a Windshield, In the Cage, The Waiting Room, Riding the Scree), komplexe Rhythmen und ungerade Taktarten (Back in N.Y.C., The Colony of Slippermen, Riding the Scree), experimentelle, ins Avantgardistische abweichende musikalische Passagen (The Waiting Room, The Colony of Slippermen: The Arrival) sowie Rückschlüsse und Variationen bereits verwendeter musikalischer Motive (The Lamb Lies Down on Broadway, The Lamia, The Light Dies Down on Broadway) in einem überwiegenden Teil der Titel wieder. Konträr dazu sind auch liedartige, knapp gegliederte Stücke wie The Lamb Lies Down on Broadway, Counting Out Time und The Carpet Crawlers komponiert worden.
Allgemein kombinierte man im Vergleich zu den bisher veröffentlichten Alben kürzere Titel sinnstiftend durch musikalische Übergänge zu einer Einheit, anstatt einzelne wenige Titel allzu ausladend zu konzipieren. Exemplarisch stellen der Auftakt mit dem Titelstück The Lamb Lies Down on Broadway sowie Fly on a Windshield, Broadway Melody of 1974 und Cuckoo Cocoon einen übergreifenden musikalischen Zusammenhang dar, der vor In the Cage, mit dem das Album einen ersten Kulminationspunkt erreicht. Ein vergleichbarer Kompositionsansatz wurde bereits in Supper’s Ready (1972) auf dem Album Foxtrot angewendet, dessen satzartige Struktur jedoch in einem Musiktitel zusammengefasst wurde.
Als musikalisches Extrem im Œuvre von Genesis stellt sich die aus einer Improvisation entstandene, als The Waiting Room bezeichnete Kombination einer atonalen musikalischen Sequenz mit psychedelisch Figuren dar:

„Der Evil Jam ergab sich, als Steve neue Effekte ausprobierte und Tony gleichzeitig mit ein paar Synthesizern herumspielte – wir probierten einfach alle mal aus, ein paar richtig fiese Geräusche zu produzieren. Das wurde richtig heftig: Peter blies auf den Stimmblättern seiner Oboe ins Mikrofon und spielte Flöte durch das Echoplex, als es plötzlich einen Donnerschlag tat und zu regnen anfing. […] Wir machten alle diese seltsamen Geräusche, als der Regen begann. Und dann wechselten wir alle den Klang und kamen in diese sehr melodische Stimmung.“

Einzelne instrumentale musikalische Abschnitte zeugen von einer gewissen Pragmatik, so dass dem Sänger Peter Gabriel in der Live-Situation beispielsweise in Silent Sorrow in Empty Boats ausreichend Zeit eingeräumt wurde, um sich mit dem entsprechenden Kostüm für das Stück The Colony of Slippermen einzukleiden. Rückwirkend erinnert sich Phil Collins an die Maskerade, die sich auf die musikalische Qualität negativ ausgewirkt hat: „Er steckte in diesem ‚Slipperman‘-Kostüm und versuchte, das Mikrofon irgendwie in die Nähe seines Munds zu bekommen, verwickelte sich und geriet dabei völlig außer Atem. Am Ende fand ich, dass der Gesang nicht wirklich zu hören war.“ Hairless Heart, The Waiting Room und Ravine sind rein instrumentale Titel.
The Carpet Crawlers wurde als Single aus dem Album veröffentlicht, die 1999 von den Genesis-Bandmitgliedern aus dem Jahr 1974 als The Carpet Crawlers 1999 neu aufgenommen und auf der Kompilation Turn It On Again – The Hits erschien.

### Musikalische Zitate
An verschiedenen Stellen des Albums finden sich Anspielungen an bekannte Songs:
- Das abgesetzte „on broadway“ im Titelsong lehnt sich an On Broadway von Barry Mann und Cynthia Weil aus dem Album Under the boardwalk (1963).
- Die letzte Zeile „needles and pins“ aus Broadway Melody of 1974 referiert auch musikalisch auf den Beatsong Needles and Pins, der ebenfalls erstmals 1963 in einer Version von Jackie DeShannon erschien und von dem später noch verschiedene Cover-Versionen erschienen, unter anderem von Smokie und Tom Petty & the Heartbreakers.
- In In the Cage singt Peter Gabriel an einer Stelle im Hintergrund in repetitiver Weise die Zeile „Raindrops Keep Fallin’ on My Head“ aus dem gleichnamigen Lied, das Hal David und Burt Bacharach für den Film Zwei Banditen geschrieben haben.

## Live-Performance

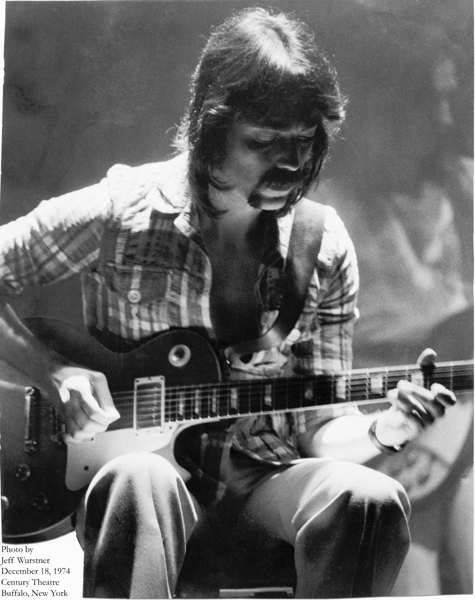
Steve Hackett auf der Bühne während der The Lamb Lies Down on Broadway Tour im Century Theatre in Buffalo am 18. Dezember 1974

Alle Titel des Albums waren während der The Lamb Lies Down on Broadway Tour, die von November 1974 bis Mai 1975 in den USA, Kanada und Europa stattgefunden hat, Bestandteil der Setlist. Zur visuellen Darstellung der Geschichte wurde hinter den Instrumenten der Band eine dreigeteilte Leinwand gespannt, auf der die Handlung mittels Dia-Projektionen illustriert und durch Photomontagen mit dem Konzept in Beziehung gesetzt wird. Gabriel verkörperte durch verschiedene Kostümierungen den Protagonisten Rael und dessen Widersacher, deren Odyssee, in der Gabriel in seiner Rolle u. a. in einen Kokon eingesponnen, von Verpackungsmaterial umstellt wird, sowie mit Hilfe der Dia-Projektion illustrativ durch endlose Tunnel und Korridore irrt und sich einem beulenbesetzten Monster zur Wehr setzen muss, das optische Element der Show bildet.

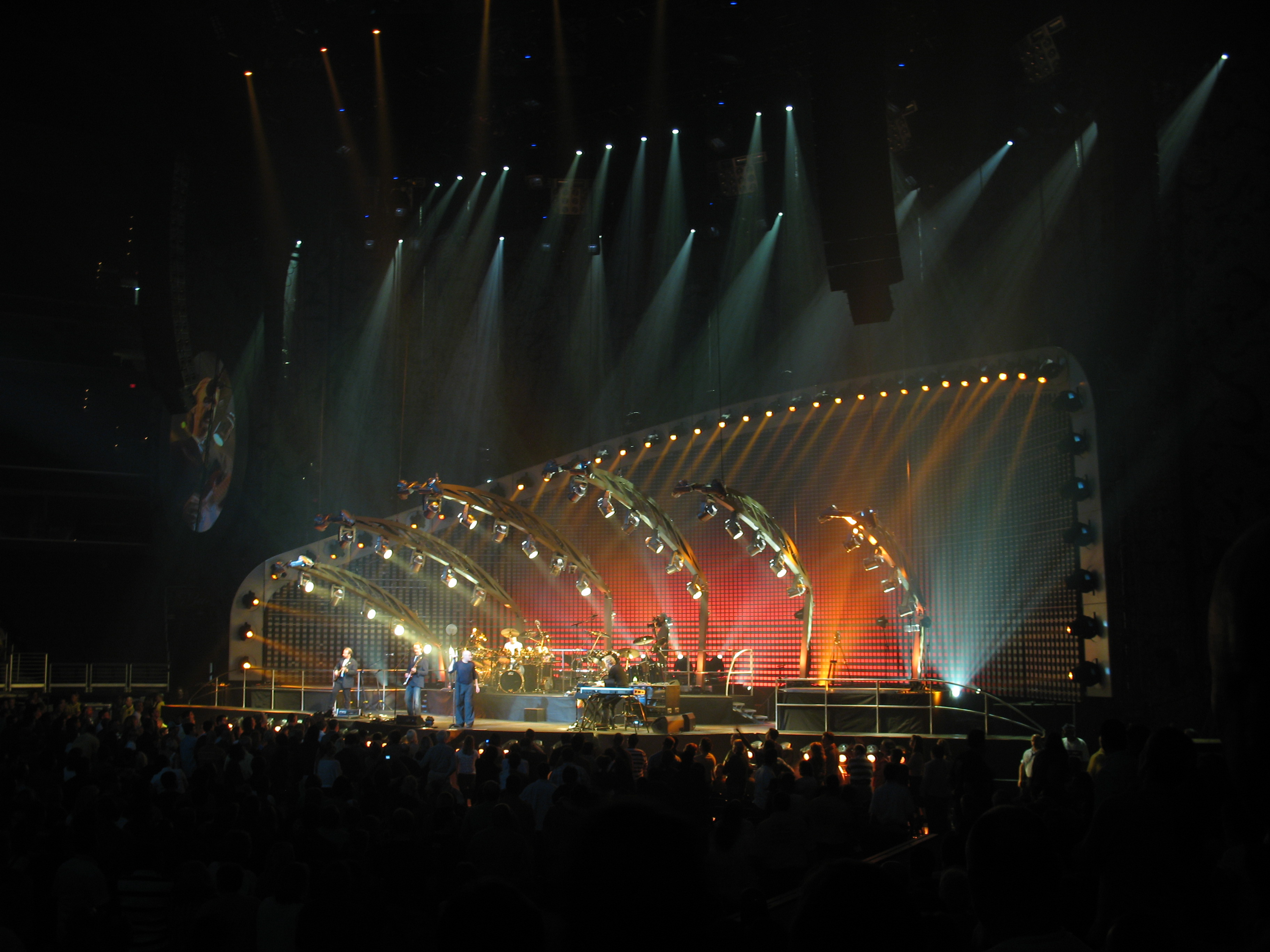
The Carpet Crawlers live im Verizon Center, Washington, D.C., am 23. September 2007

Auf nachfolgenden Genesis-Tourneen hat sich vor allem das Stück In the Cage, welches stets mit weiteren Titeln wie exemplarisch The Colony of Slippermen und The Cinema Show vom Album Selling England by the Pound (1973) in einem Medley kombiniert wurde, in den Setlisten etablieren können. Ebenfalls griff man regelmäßig auf das Titelstück The Lamb Lies Down on Broadway zurück, welches beispielsweise in voller Länge während der Calling All Stations Tour 1998 oder als Element eines Medleys während der We Can’t Dance Tour 1992 verwendet wurde. Auch auf der Abschiedstournee Turn It On Again – The Tour im Jahr 2007 wurden mit In the Cage und The Carpet Crawlers Titel des Albums berücksichtigt.
Auf offiziellen Genesis-Livealben sind folgende Versionen von The-Lamb-Lies-Down-on-Broadway-Stücken enthalten:
- Seconds Out (1977): The Carpet Crawlers, The Lamb Lies Down on Broadway
- Three Sides Live (1982): It (im Medley mit Watcher of the Skies, nur britische Version), In the Cage und The Colony of Slippermen (im Medley mit The Cinema Show)
- The Way We Walk, Vol. 2 (The Longs) (1993): The Lamb Lies Down on Broadway (im Medley u. a. mit Dance on a Volcano, The Musical Box, Firth of Fifth und I Know What I Like)
- Archive I – 1967–1975 (1998): Gesamtaufnahme vom 24. Januar 1975 in Los Angeles
- Live over Europe 2007 (2007): In the Cage (im Medley mit The Cinema Show und Duke’s Travels), Carpet Crawlers

The Lamb Lies Down On Broadway und Back In N.Y.C wurden von Peter Gabriel im Rahmen der Tournee zu seinem Debütalbum Peter Gabriel (Car) (1977) gespielt. In späteren Jahren hat er auf die Darbietung von Genesis-Titeln verzichtet.
Auch Steve Hackett griff als Solokünstler auf Werke des Albums zurück. Daher sind The Chamber of 32 Doors, Fly on a Windshield, Broadway Melody of 1974, The Lamia und The Carpet Crawlers auf seinen Livealben Genesis Revisited: Live at Hammersmith (2013) bzw. Genesis Revisited: Live at The Royal Albert Hall (2014) enthalten, sowie u. a. Hairless Heart werden Live dargeboten.

## Filmmitschnitte / Videos
Neben verschiedenen Mitschnitten von Genesis-Liveauftritten der The Lamb Lies Down on Broadway Tour von 1974/75 in minderer Qualität existieren qualitativ höherwertige Konzertaufnahmen der von Genesis unterstützten The Lamb Lies Down on Broadway Tour der Coverband The Musical Box sowie die 2017 bis 2019 im Stil einer Graphic-Novel produzierte Videointerpretation The Lamb Lies Down on Broadway Illustrated - Complete des New Yorker Computerdesigners Nathaniel Barlam.

## Kommerzieller Erfolg

### Chartplatzierungen
| ChartsChartplatzierungen       | Höchstplatzierung | Wochen |
| ------------------------------ | ----------------- | ------ |
| Vereinigte Staaten (Billboard) | 41 (16 Wo.)       | 16     |
| Vereinigtes Königreich (OCC)   | 10 (6 Wo.)        | 6      |

### Auszeichnungen für Musikverkäufe
| Land/Region                  | Auszeichnungen für Musikverkäufe (Land/Region, Auszeichnung, Verkäufe) | Verkäufe |
| ---------------------------- | ---------------------------------------------------------------------- | -------- |
| Frankreich (SNEP)            | Gold                                                                   | 100.000  |
| Kanada (MC)                  | Gold                                                                   | 50.000   |
| Vereinigte Staaten (RIAA)    | Gold                                                                   | 500.000  |
| Vereinigtes Königreich (BPI) | Gold                                                                   | 200.000  |
| Insgesamt                    | 4× Gold ·                                                              | 850.000  |

Hauptartikel: Genesis (Band)/Auszeichnungen für Musikverkäufe

## Wiederveröffentlichungen
- Im November 2008 kam das Album als neu abgemischtes SACD/DVD-Disk-Set (5.1 und Stereo) auf den Markt.
- Eine vollständige Liveaufführung des Konzeptalbums bei einem Konzert am 24. Januar 1975 in Los Angeles ist in der 1998 erschienenen 4-CD-Box Archive I – 1967–1975 enthalten.

## Rezeption
- Der vor allem mit der Band Spock’s Beard in Erscheinung tretende kurzzeitige Session-Drummer von Genesis, Nick D’Virgilio, wagte sich 2008 in Zusammenarbeit mit dem Produzenten Mark Hornsby an eine Neuinterpretation des kompletten Doppelalbums The Lamb Lies Down on Broadway. Das Rewiring Genesis: A Tribute to The Lamb Lies Down on Broadway genannte Werk wurde von ausgesuchten Musikern aus Nashville mit starken Jazz-Anklängen eingespielt.
- Die Coverband The Musical Box, die sich auf detailgenaue Replikationen der Genesis-Liveauftritte aus den 1970er Jahren spezialisiert hat, initiierte seit 2000 mehrmals eine exakte Rekonstruktion der The-Lamb-Lies-Down-On-Broadway-Tour, wobei sie mit offizieller Lizenzierung der originären Interpreten Zugriff auf die Genesis-Archive mit Audio-Bändern und Original-Dias der Show erhalten haben. Mike Rutherford bezeichnete sie als „besser als das Original.“[29]
- Die Musikzeitschrift Rolling Stone wählte das Album im Juni 2015 auf Platz 9 in Die 50 besten Progressive-Rock-Alben aller Zeiten.[30]